# Жилой комплекс «Сущёвка»
Жилой комплекс «Сущёвка» — жилой массив, состоящий из семи домов, расположенный в районе Марьина Роща Северо-восточного административного округа города Москвы, расположенное на ул. Сущёвский Вал, д. 14/22, к. 1 — 7. Жилой комплекс имеет статус выявленного объекта культурного значения.

## История
Жилой комплекс «Сущёвка» был возведен в 1927—1928 годах по проекту архитектора Б. Н. Блохина. Главный корпус (корп. 7) жилого квартала вытянут вдоль Сущёвского Вала и имеет форму буквы П, закрывая собой остальные корпуса от дороги. В центральной части главного корпуса имеется арка.

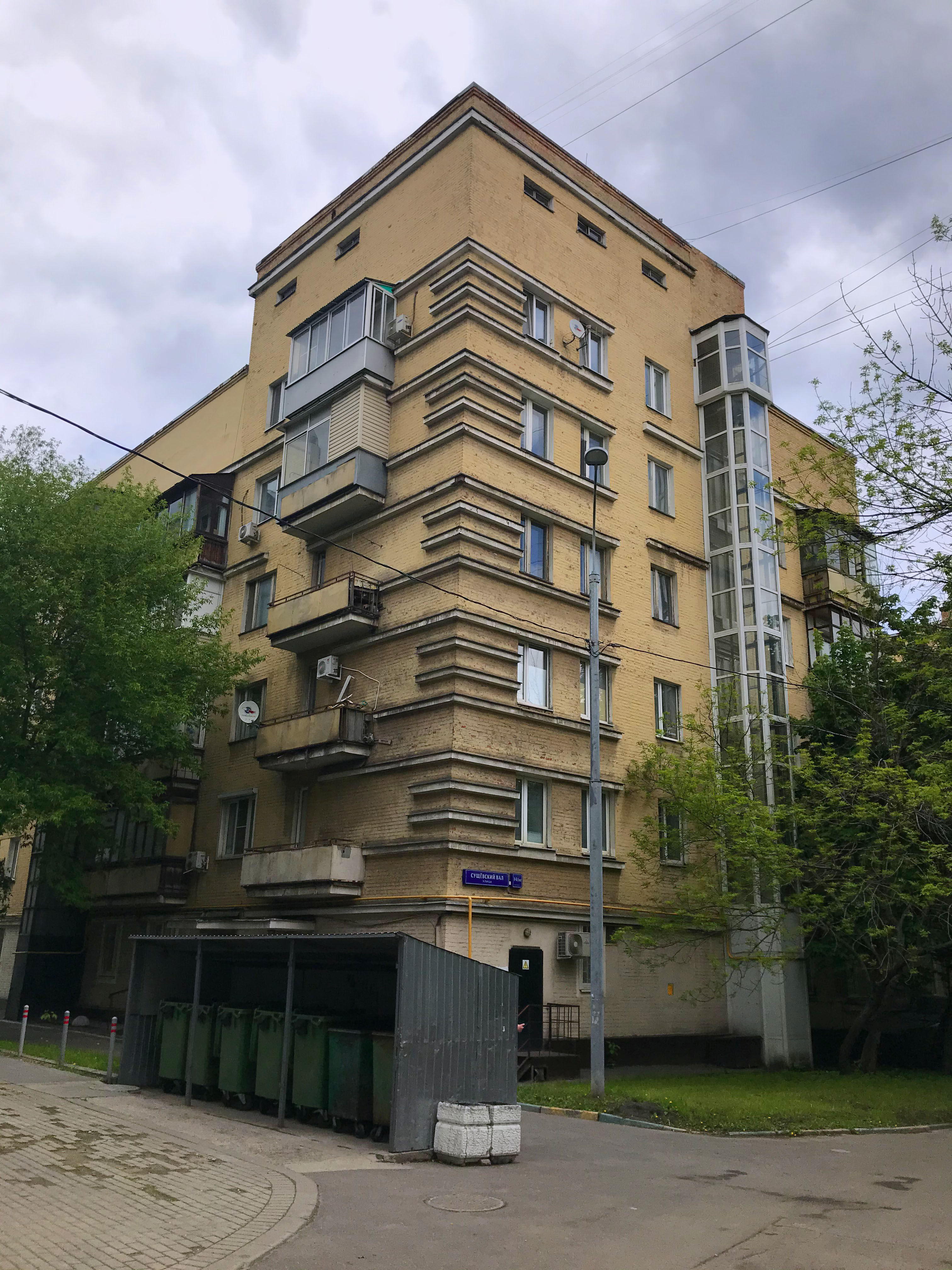

Внутренняя планировка зданий решена с применением типовых секций «Моссовета», однако часть квартир имеет оригинальное оформление. Дома частично реконструированы и надстроены в 1930-е и последующие годы. Комплекс домов знаменует переход архитектуры от строгих авангардных форм к формам ар-деко, получившим распространение в 1930-х годах: так, в оформлении фасадов использован руст, горизонтальные тяги, а также другие декоративные элементы.

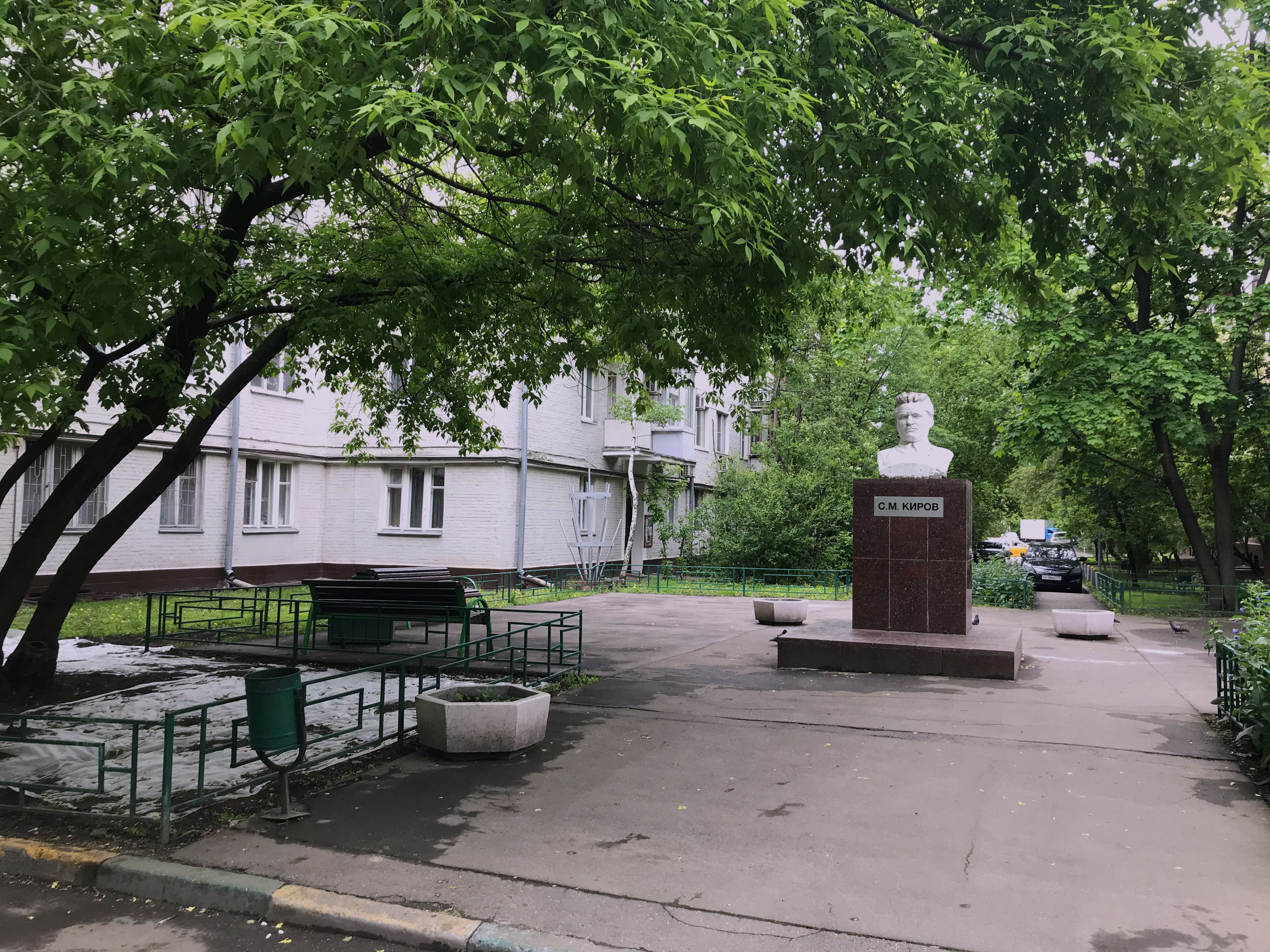
Во дворе в 1934 году установлен памятник С. М. Кирову.

В 1934 году внутри жилого массива был установлен бюст С. М. Кирова.
Жилой комплекс «Сущёвка» включен в перечень комплексов жилых домов, которые необходимо развивать в соответствии с концепцией сохранения жилой застройки 1920—1930 годов.